# VeryCD
VeryCD是中国大陆的一个檔案分享网站，于2003年由黄一孟、戴云杰等人创立。2005年6月成立了VeryCD公司。
VeryCD曾经主要提供eDonkey网络的资源链接下载，公司也开发了修改/参考自官方eMule的VeryCD Mod和easyMule软件。不过2010年左右起因版权等问题进行转型，致力于提供网页游戏和在线视频。2011年底公司月入过亿元。

## 历史

### 早期
VeryCD网站于2003年由黄一孟、戴云杰等人创立。2005年6月成立了位于上海徐家汇交大慧谷创业园的小型IT公司——VeryCD公司（全称上海维西网络科技有限公司，或称上海维西公司，后更名上海隐志网络科技有限公司），以进行商业运营。
VeryCD以IPB的BBS论坛为主，并主要以用户生成内容的方式，提供包括电影、音乐、游戏、软件在内的各类资源的eD2k链接以下载。用户将资源文件的eD2k链接和资源的介绍发在VeryCD论坛上，经版主审核后即加入精华，公开出来。用户可使用eMule等eDonkey网络客户端共享与下载eD2k链接指向的文件。
2008年10月27日官方发布的《互联网视听节目服务抽查情况公告（第3号）》中，“VeryCD.com网站因不符合相关规定而被给予警告处罚”。不过VeryCD公司总裁黄一孟则表示该处罚是很久以前的事情。
从2008年11月5日开始，一些地区的用户无法访问verycd.com，以及emule.org.cn、射手、btchina和国外的isohunt.com、mininova.org等网站。6日VeryCD方面声称已查明，出错原因与服务器或DNS无关。是网通线路的某一层路由，人为地对特定域名的内容进行了劫持并篡改了代码。劫持事件波及的用户约占整站比例的5%。

### “社区”时期
2008年11月底，VeryCD公司未征求用户同意即弃用BBS论坛，改用以新版“社区”作为其互动空间的新版精华、等级制度的发布系统。同时VeryCD公司的VeryCD Mod和easyMule所使用的DLP库放行了迅雷，且不久前曾误屏蔽了Xtreme Mod，以及两软件存在有关“电驴”的误导性宣传。诸多原因遭致很多老用户不满及出走。之后，一名原发布者以与VeryCD原论坛相同的形式建立了一eD2k资源分享论坛，名为ied2k.com，吸引了部分用户。
2009年6月3日下午，VeryCD突然关闭网站服务，公告称系统升级而暂时停机维护，预计在6月5日恢复。饭否等网站也在当天发出停机维护公告，同时也出现了更多的停机维护站点，很多网站也是自发地停站。这次中文网站的大规模维护被称作中国互联网维护日活动。VeryCD的这次停站也被一些网友误解为是强制关闭。事后警方打电话给黄一孟表示不满。
2009年12月4日，BTChina等多家BitTorrent种子发布网站因不具备《信息网络传播视听节目许可证》而被关闭。9日北京时间下午2点左右，VeryCD网站不能正常访问，许多网友指责广电总局，认为VeryCD被关停。网站两主管黄一孟、戴云杰以及晚间VeryCD的公告则均表示是机房故障，10日中午可恢复正常。。12月10日北京时间15时55分，网站开始逐步恢复。

### 2010年起转型
2010年，在中国国家版权局、公安部、工信部联合发动的、打击盗版侵权的“剑网行动”之后，VeryCD公司频遭起诉，公司管理者开始考虑转型。2010年7月份，VeryCD发布了其第一款网页游戏《天地英雄》。网页游戏后来成为公司财政的支柱。
2011年1月22日至23日，VeryCD移除了音乐区、剧集区和电影区资源的eD2k链接，用户可搜索与访问其介绍图片与文字。剧集和电影主要转由来自优酷、土豆、PPTV等视频站点、在线观看的“电驴大全”聚合服务提供。黄一孟在新浪微博上的话被一些新闻媒体报道为“VeryCD或将关闭”。之后公司人士和黄一孟本人表示，VeryCD网站整改了一些版面，但不会完全关闭，也不会转型为SNS站点。媒体普遍认为VeryCD的整改可能与公司不具备《信息网络传播视听节目许可证》、不符合“清理整治违规网络音乐网站通知”和《最高人民法院、最高人民检察院、公安部关于办理侵犯知识产权刑事案件适用法律若干问题的意见》等有关。
2011年6月30日，VeryCD关闭电影、电视剧下载功能，提供正版视频的在线观看，动漫、综艺、游戏三个分类将新“电驴大全”版面与原下载内容进行了合并，其他分类基本不变。此外VeryCD也同时正式启用“电驴大全”作为中文名。VeryCD官方声称作为一个在中国长期经营的网站必须遵从国家法律法规。
VeryCD多次改版将大量eD2k下载链接隐藏或删除，脱离了VeryCD建站时的初衷，据报道其主站用户流量也一度下滑50%。然而，VeryCD从2010年初开始开发的网页游戏却给公司带来了巨大的财富，成为公司的支柱。2011年底公司月收入过亿元，月利润四五千万元，其90%以上收入来自网页游戏，公司对自己的估价高达30亿元。
2012年9月開始，VeryCD隱藏了所有eD2k鏈接，僅顯示“该内容尚未提供权利证明，无法提供下载。”但如果用戶經驗達到了一定的數值，便可以暢通無阻地瀏覽所有鏈接，而經驗必須通過發表評論、分享文章、添加圖片等方式慢慢積累。

## 使命与理念
据VeryCD公司方面称，VeryCD是目前中國大陸最大的资源分享平台，每日页面浏览量达数千万。网站通过社区驱动，所有的内容均由网友添加、组织和筛选后经过程序自动生成。VeryCD的使命则是通过开放的技术构建全球最庞大、最便捷、最人性化的资源分享网络。公司的发展理念有：专注，以网友为核心，简洁友好的界面，永远不迎合媚俗，以及不受商业化腐蚀。
不过对于VeryCD公司的使命与理念有一定争议。特别是对于其所述的“不受商业化腐蚀”、“不被利益所惑的倔强”等，一些网友以其网站上的广告、用“电驴”名称将eMule VeryCD Mod和easyMule与官方eMule混淆等为由，对VeryCD公司表示怀疑。09年有媒体将VeryCD公司总裁黄一孟列入了一份“中国80后千万富翁名单”当中，2011年底公司月入也已过亿。

## 软件与“电驴”名称

### “电驴”名称误导争议
VeryCD公司在做资源分享网站的同时也开发两款软件：eMule VeryCD Mod和easyMule。其中eMule VeryCD Mod的官方网站emule.org.cn的域名、标题、文字内容等都有自称eMule官方网站的嫌疑。而在曾经的VeryCD网站上也有多处将带“电驴”、“eMule”、“eMule官方网站”、“电驴（eMule）软件”字眼的链接指向eMule VeryCD Mod的官方网站或easyMule官方网站（easymule.com）的行为，资源下载页标题也直接称其为“VeryCD电驴下载”。从2011年开始，VeryCD更是直接将网站服务更名为“电驴大全”。
VeryCD公司于2005年在大陆尝试申请注册“电驴”、“eMule”等商标，但至今未通过审批，公司老板黄一孟认为未通过“原因可能是已经成为通用名词”。但是公司依然在约2007年开始开发easyMule后，公开地在软件中文界面上、网站上与宣传中给easyMule使用了“电驴”名称。由于许多用户早已把“eDonkey”（软件、网络、链接）或“eMule”等同于为“电驴”，所以这种宣传被一些知情的用户认为是明显的混淆。
easyMule删减了从eD2k服务器和Kad网络搜索的功能，仅能搜索VeryCD网站上索引的资源的链接。有自称普通“电驴爱好者”的人士在一个dianlv.com网站上提供可搜索eD2k的easyMule，并自称“电驴破解版”。但最终被网友发现该网站属于VeryCD公司所有，并指出eMule无需破解。

### eMule VeryCD Mod
2003年起开发的eMule VeryCD Mod是一款遵循GPL的eMule Mod，其相对于eMule添加了Low2Low、IE BHO插件，有搜索关键字过滤，使用VeryCD版DLP库。

### easyMule
2007年起开发的easyMule的第一版是一款遵循GPL的eMule Mod，第二版声称完全自主开发而闭源，这点尚存在大量争议。easyMule相对于eMule添加了Low2Low、IE BHO插件，有搜索关键字过滤，使用VeryCD版DLP库，删减了文件分类、IRC与用户消息、从eD2k服务器和Kad网络搜索等许多功能，仅能搜索VeryCD站索引的资源的链接。

## 审查

### 政治内容
2010年起，VeryCD透過嚴格的審查機制，對資源評論进行處理。凡是涉及敏感的政治或与意識形態有關的議題，該資源網友評論區均不予開放。顯然是為了維持避免特殊爭議言論出現，所做的保護措施。这种政治議題的审查在大陆网站中也较为普遍。

### 官方eMule或其他Mod内容
在VeryCD社区中，一些涉及到官方eMule或其他非VeryCD公司开发的eMule Mods软件，以及反吸血驴的讨论回帖、主题有时会受到关闭或删除处理，相关的讨论小组或用户ID有时也会受到封禁。一些其他的中文eD2k资源分享论坛名称也在VeryCD的自动屏蔽词之列。
2008年11月，VeryCD版DLP库误屏蔽了Xtreme，但未及时承认错误，反而封锁社区用户账号，造成了较大影响。2009年10月11日，有用户再次反映CN Mod被误屏蔽，该贴被删除，但随后的版本中误屏蔽被修正。

## 版权问题
VeryCD上一些未合法获得版权的资源链接曾经多次引来诉讼，这些诉讼结果有庭下调解或罚款几千至几十万不等。在美国贸易代表办公室和国际知识产权联盟撰写的2009和2010年度的特别301报告中关于中国大陆的部分也特别提到了VeryCD等多个网站的侵权问题。
现在VeryCD公司声称VeryCD上的所有内容都是按照创作共用-署名-保持一致1.0协议（CC-by-sa 1.0）授权。他们的“著作权保护声明”称：“所有资源的实际文件都只保存在网友自己的计算机上，VeryCD的服务器不会保存、复制或传播任何文件。”、“VeryCD自身不控制、编辑或修改任何网页的信息。”、“当权利人发现在VeryCD网页的内容侵犯其著作权时，请权利人向VeryCD发出书面‘权利通知’，VeryCD将依法采取措施移除相关内容或断开相关链接。”同时，对于微软等一些公司的有版权软件或其他资源，VeryCD也禁止发布与加入精华。但是依然能在社区的某些非官方小组中找到这些资源。

## 外部連結
- VeryCD官方网站 （页面存档备份，存于）
- eMule VeryCD Mod官方网站（注：此网站并非eMule官方网站或eMule中文官方网站。eMule官方网站见 emule-project.net（页面存档备份，存于））
- easyMule官方网站（页面存档备份，存于）（注：其“电驴”称呼有争议，见“电驴”名称争议）
- VeryCD Logo纪念馆 （页面存档备份，存于）（创始人兼总裁黄一孟收集的VeryCD网站曾用Logo）